# Lance Nethery
Lance Nethery (* 28. Juni 1957 in Toronto, Ontario) ist ein ehemaliger kanadischer Eishockeyspieler und -trainer sowie heutiger -funktionär, der seit Mai 2018 bei den Füchsen Duisburg in der Oberliga Nord unter Vertrag steht. Vor seiner Zeit als Eishockeyfunktionär war er unter anderem von 1994 bis 1999 Trainer beim DEL-Club Adler Mannheim, mit denen er von 1997 bis 1999 dreimal in Folge Deutscher Meister wurde.

## Spielerkarriere
Im Laufe seiner aktiven Karriere spielte Nethery, der beim NHL Amateur Draft 1977 an 131. Position von den New York Rangers ausgewählt wurde, 55 Mal in der besten Liga der Welt für die Rangers und die Edmonton Oilers. Außerdem spielte der Stürmer in seiner Laufbahn für die AHL-Teams New Haven Nighthawks, Springfield Indians und Hershey Bears, den Duisburger SC sowie den Schweizer Nationalliga A-Verein HC Davos. Größte Erfolge waren zwei Meisterschaften mit Davos 1984 und 1985, die Vizemeisterschaft 1986, das Erreichen des Conference-Finals mit den New York Rangers 1981 und die Teilnahme am Finale um den Calder Cup 1986 mit den Hershey Bears.

## Trainer- und Funktionärskarriere

### Zeit in der Schweiz
Nach seiner aktiven Zeit betätigte sich Nethery erfolgreich sowohl als Trainer als auch als Manager von Vereinen, hauptsächlich in Deutschland. 1990 nahm Nethery sein erstes Traineramt als Cheftrainer an und arbeitete zwei Jahre beim HC Davos, mit dem er zur Saison 1990/91 den Wiederaufstieg in die Schweizer Nationalliga B schaffte. Nach diesen zwei Jahren arbeitete er eine Saison beim SC Bern als Cheftrainer der NLA, ehe er nach Deutschland zurückkehrte.

### Anfänge in Deutschland und Titel-Hattrick mit Mannheim
1993 wurde Nethery Assistenztrainer beim EV Landshut in der 1. Bundesliga. Nach diesem Jahr verpflichteten ihn die Adler Mannheim, welche er von 1994 bis 1999 in der Position des Cheftrainers betreute. In den Spielzeiten 1996/97, 1997/98 und 1998/99 gewann er mit dieser Mannschaft drei Meisterschaften in Folge. Die Adler profitierten wie keine andere Mannschaft vom sogenannten Bosman-Urteil. Der ausgiebige Scouting-Trip von Manager Marcus Kuhl und Nethery durch Europa machte sich bezahlt, denn Spieler wie der italienische Torwart Mike Rosati, der belgische Verteidiger Mike Pellegrims oder etwa auch die Franzosen Philippe Bozon und Christian Pouget spielten eine starke Saison. Mit einer multi-kulturellen Mannschaft bestehend aus Spielern aus acht Nationen dominierten die Adler schließlich die Liga und blieben in den Playoffs 1997 als erste und bislang einzige Mannschaft seit Bestehen der Deutschen Eishockey Liga ohne Niederlage.

### Kölner Haie
Danach wechselte er zu den Kölner Haien, die er 1999/2000 von der Bande aus betreute und mit denen er neben dem Spengler-Cup-Erfolg in Davos – dem ersten und bis dato letzten Gewinn einer deutschen Mannschaft seit 35 Jahren – auch die Hauptrunde der DEL auf dem ersten Platz beendete und schließlich Vizemeister wurde. Auf Grund des Wechsels Andy Murrays im Sommer 1999 übernahm Nethery im selben Jahr ebenfalls die Funktion des Managers, wenngleich die Mannschaft für die Saison bereits zusammengestellt worden war. Danach gab er den Trainerposten frei, trainierte aber nach der Entlassung seines Nachfolgers Bob Leslie in der laufenden Saison erneut die Mannschaft. Im Frühjahr 2002 trat er von sämtlichen Posten zurück und wurde von seinem Assistenten Rich Chernomaz beerbt, der mit den Haien die Meisterschaft gewann.

### Frankfurt Lions
Für die Spielzeit 2002/03 verpflichteten die Frankfurt Lions Nethery als Cheftrainer. Die Lions wurden Vorletzter der Hauptrunde und standen nach der Niederlage in der Play-down-Serie gegen die Schwenninger Wild Wings als sportlicher Absteiger der DEL fest. Auf Grund des eingeleiteten Insolvenzverfahrens konnten die Wild Wings jedoch keine DEL-Lizenz für die folgende Spielzeit erhalten, was einen Verbleib der Lions erst möglich machte. Der Verein hielt an Nethery fest, jedoch wechselte dieser auf die verwaiste Manager-Position; Cheftrainer wurde pikanterweise wie bereits 2002 in Köln Rich Chernomaz. Nethery veränderte das Team grundlegend, verpflichtete 18 neue Spieler um den damaligen Superstar Patrick Lebeau und lotste auch dessen Freund Jesse Bélanger zu den Lions. Zum Saisonende 2003/04 wurden die Lions deutscher Eishockeymeister; sie verloren in den Play-offs kein Heimspiel und bezwangen im DEL-Finale die Eisbären Berlin.
Während des NHL-Lockouts griff Nethery ebenfalls auf nordamerikanische Akteure zurück, obwohl er sich zunächst gegen NHL-Leihgaben sträubte, und verpflichtete unter anderem Verteidiger Stéphane Robidas und Mittelstürmer Doug Weight.

### DEG Metro Stars
Nach seiner erfolgreichen Managerzeit bei den Frankfurtern ging er nach Düsseldorf zu den DEG Metro Stars, die sich seit der Spielzeit 2002/03 (Hauptrundenrang drei) kontinuierlich verschlechtert hatten und die Spielzeit 2004/05 als Zehnter abschließen konnten. Nethery veränderte die Mannschaft nicht grundlegend, aber punktuell und löste hierfür laufende Spielerverträge auf; als neuen Cheftrainer lotste er den zweimaligen Stanley-Cup-Sieger Don Jackson zur DEG. Netherys ursprünglich bis 2008 laufender Vertrag wurde zum Saisonende 2006/07 bis 2012 verlängert. Zu Beginn der Saison 2007/08 entließ Nethery am 4. November 2007 seinen Trainer Slavomír Lener und übernahm selber wieder das Traineramt. Nethery schaffte durch einen starken Schlussspurt der DEG noch das angepeilte Minimalziel der Pre-Playoff-Qualifikation, welche gegen die Hannover Scorpions erfolgreich bewerkstelligt wurde. Im Halbfinale schied seine Mannschaft gegen den späteren Deutschen Meister Eisbären Berlin in fünf Spielen der Best-Of-Five Serie aus.
Für die Saison 2008/09 installierte er Harold Kreis als neuen Cheftrainer. Mit Kreis arbeitete Nethery bereits in Mannheim und Köln zusammen. Die Mannschaft wurde grundlegend umgestaltet, da unter anderem langjährige Leistungsträger wie Tore Vikingstad und Klaus Kathan im Angriff oder Robert Dietrich und Darren Van Impe in der Verteidigung ersetzt werden mussten. Der Umbruch gelang im selben Jahr und die DEG konnte nach Platz drei der Hauptrunde bis ins Finale der Deutschen Eishockey Liga vordringen, welches sie jedoch wie 2006 gegen die Eisbären verloren. Es war Netherys dritte DEL-Vizemeisterschaft. Die starken Vorstellungen in der folgenden Saison endeten mit der Olympiapause und eine Negativserie von acht Niederlagen bei elf Spielen veranlassten Nethery zu einer Trainerentlassung, dieses Mal zwei Spieltage vor Ende der Hauptrunde. Kreis sowie sein Assistent, der ehemalige DEG-Verteidiger Mike Schmidt, wurden mit sofortiger Wirkung von ihren Ämtern enthoben, Nethery kehrte an die Bande zurück und installierte ferner Bob Leslie als neuen Assistenztrainer mit fehlenden Erfolg: In den letzten zwei Hauptrundenspielen sowie in den drei Playoff-Viertelfinalpartien gegen Wolfsburg ging die DEG als Verlierer vom Eis. Es war das erste Mal, dass eine DEG-Mannschaft unter Nethery nicht mindestens das Halbfinale erreichte.
Zu Beginn der Saison 2010/11 gelang Nethery die Verpflichtung von Cheftrainer Jeff Tomlinson und Co-Trainer Tray Tuomie. Der Etat wurde gekürzt und vermehrt auf junge Spielern wie Martin Hinterstocker, Diego Hofland und Marko Nowak gesetzt. Im Januar 2012 trennte sich Düsseldorf von Nethery.

### Kölner Haie
Zum 15. Februar 2013 kehrte Nethery zu seinem Ex-Club zurück und trat dort die Nachfolge von Thomas Eichin als Geschäftsführer an, der zum Fußballbundesligisten Werder Bremen wechselte. Am 10. Oktober 2014 wurde die gesamte sportliche Führung der Kölner Haie, inklusive Lance Nethery, entlassen.

### Füchse Duisburg
Im Januar 2015 wurde Nethery als neuer Teamchef des Oberligisten EV Duisburg vorgestellt. Als gleichberechtigter Trainer an seiner Seite arbeitete zunächst der ehemalige Nationalspieler Uli Egen. Nach dem verpassten Aufstieg in die DEL2 wurde Egen Mitte 2015 durch Tomáš Martinec ersetzt. Von diesem wiederum trennte sich der Verein im Dezember desselben Jahres. Danach arbeitete Teamchef Nethery mit dem kanadischen Trainer Brian McCutcheon zusammen. McCutcheon kehrte nach der Saison 2015/16 nach Nordamerika zurück, Nethery übernahm zur Spielzeit 2016/17 zusätzlich zu seinen Aufgaben als Teamchef auch den Cheftrainerposten. Am 12. Februar 2017 wurde er in Duisburg entlassen. "Hintergrund der Trennung ist, dass man innerhalb der Geschäftsleitung der Füchse Duisburg aufgrund aktueller Ereignisse nicht mehr davon überzeugt gewesen ist, die sportlich gesteckten Ziele zu erreichen", hieß es in der zugehörigen Meldung des Vereins.
Am 1. Mai 2018 kehrte Nethery als Sportlicher Leiter zu den Füchsen Duisburg zurück.

## Erfolge und Auszeichnungen
| - 1977 ECAC Second All-Star Team - 1978 ECAC First All-Star Team - 1978 ECAC Player of the Year - 1978 NCAA East First All-American Team - 1979 ECAC First All-Star Team - 1979 NCAA East First All-American Team - 1984 Schweizer Meister mit dem HC Davos - 1985 Schweizer Meister mit dem HC Davos - 1997 Deutscher Meister mit den Adler Mannheim (als Cheftrainer) | - 1998 Deutscher Meister mit den Adler Mannheim (als Cheftrainer) - 1999 Deutscher Meister mit den Adler Mannheim (als Cheftrainer) - 1999 DEL-Trainer des Jahres - 2000 Spengler-Cup-Gewinn mit den Kölner Haien (als Cheftrainer und General Manager) - 2004 Deutscher Meister mit den Frankfurt Lions (als General Manager) - 2005 Manager des Jahres in der DEL mit den Frankfurt Lions - 2006 Manager des Jahres in der DEL mit den DEG Metro Stars - 2006 Deutscher Pokalsieger mit den DEG Metro Stars (als General Manager) |